# EVA (Metal Gear)
EVA è il nome in codice con cui è noto un personaggio immaginario della serie di videogiochi Metal Gear ideata da Hideo Kojima. La rivista Play Generation la classificò come il quinto personaggio meno vestito dei videogiochi usciti su PlayStation 2.

## Apparizioni e storia
Compare per la prima volta in Metal Gear Solid 3: Snake Eater (2004) come spia di origini statunitensi passata da tempo al KGB, che, pur essendo una "traditrice" per gli americani, si trova a collaborare con l'agente della CIA Naked Snake, per volere di entrambi i governi, onde sventare i piani del colonnello del GRU Volgin che vorrebbe scatenare una guerra tra Stati Uniti e Unione Sovietica. EVA entra in contatto diretto con Volgin, spacciandosi per l'amante dello scienziato Sokolov, con il nome di Tatyana (abbreviato Tanya). Contemporaneamente, con tutt'altro aspetto, si sposta velocemente in moto per dare supporto a Naked Snake. Al termine del gioco, quando ella ha completato con successo la missione insieme a Snake, si scopre che è, in realtà, una spia cinese (difatti, chiamando Sigint, questi si mostrava stupito che EVA usasse una Mauser tipo 17, ovvero un'arma cinese, impugnandola proprio alla maniera cinese), affiliata all'organizzazione dei Filosofi, e che ha ingannato sia i russi che gli americani per portare in Cina la cosiddetta "Eredità dei Filosofi", una enorme quantità di denaro reperibile tramite i dati contenuti in un microfilm segreto, che EVA aveva il compito di sottrarre a Volgin. Tuttavia, il microfilm autentico non è quello che lei riesce a rubare, ma viene recuperato da ADAM per la CIA.

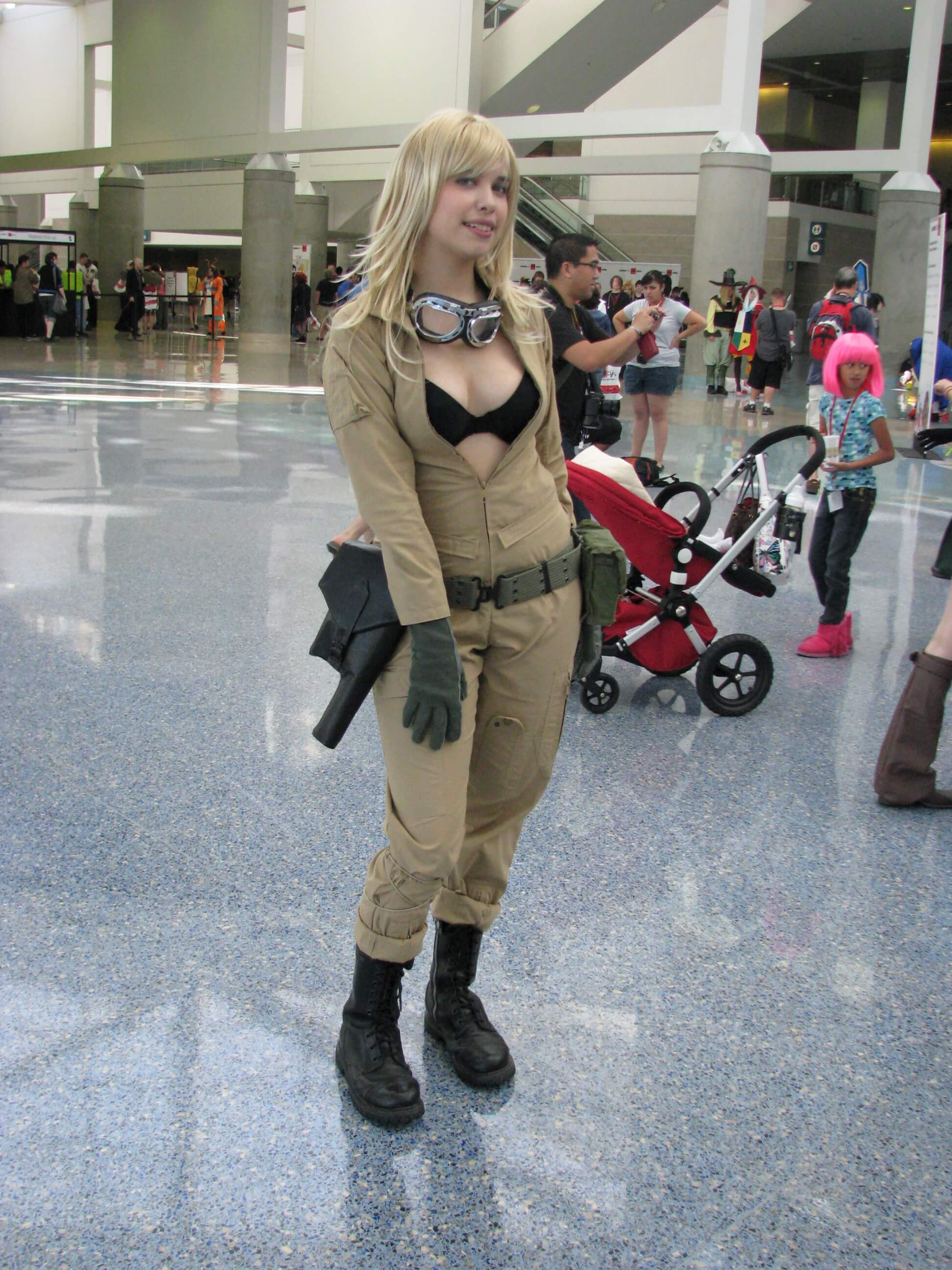
Una cosplayer di EVA

La sua seconda apparizione di spicco è in Metal Gear Solid 4: Guns of the Patriots (2008), dove, con lo pseudonimo di Big Mama (o Matka pluku), capeggia un gruppo di resistenza chiamato "Esercito del Paradiso Perduto" (Paradise Lost Army) con cui Solid Snake entra in contatto per impedire che Liquid Ocelot si impossessi del corpo di Big Boss, precedentemente cercato da Raiden per incarico della stessa EVA (che in cambio rivela a Raiden dov'è Sunny). Big Mama ha una lunga conversazione con Solid Snake, in cui gli spiega che dopo gli eventi di Snake Eater fu rintracciata ad Hanoi da Big Boss e partecipò con lui alla fondazione dei Patriots, e che in seguito si prestò come madre surrogata per far nascere Liquid Snake e Solid Snake, contro il volere di Big Boss. Dopo una fuga in moto e l'incontro con Liquid Ocelot, ella muore ferita ed ustionata accanto al corpo in fiamme del presunto Big Boss (in realtà Solidus), rivolgendo le sue ultime parole a Solid Snake, il quale – come spiegato nel finale dal vero Big Boss – è responsabile indiretto della sua morte, dato che l'aveva contagiata con il nuovo virus FoxDie iniettatogli segretamente da Drebin.
EVA compare, a margine, anche in Metal Gear Solid: Portable Ops (2006), dove è possibile reclutarla e utilizzarla come personaggio giocante, e in Metal Gear Solid: Peace Walker (2010), nel quale è possibile ascoltare una registrazione in cui racconta dettagliatamente la storia di The Boss prima degli avvenimenti di Snake Eater. Difatti, già nel finale di Snake Eater, EVA spiegava di essere stata addestrata in una "scuola di seduzione" dei Filosofi all'epoca in cui The Boss era istruttrice in una di quelle scuole, ragion per cui The Boss conosceva la sua vera identità ma, anziché smascherarla, aveva scelto lei per far sapere a Snake le reali motivazioni della propria "diserzione".
In Metal Gear Rising: Revengeance (2013), in una conversazione via codec, Raiden parla con Courtney di come, dopo la morte di EVA, furono riuniti i cocci del suo Paradise Lost Army per fondare la nuova organizzazione a cui si è aggregato Raiden: la Maverick Security.
In Metal Gear Solid V: The Phantom Pain (2015) EVA viene citata nelle cassette Briefing di Ocelot 1 e Registrazioni verità come colei che guidò l'operazione di trasferimento, presso l'ospedale di Dhekelia, di Big Boss in coma, occasione in cui ella tornò a collaborare temporaneamente con Zero.